# Шпак Григорій Іванович
Григо́рій Іва́нович Шпа́к (1915—1995) — молодший сержант РА, повний кавалер ордена Слави.

## Життєпис
Народився 1915 року в селі Заставці Літинського повіту Подільської губернії в родині селян. Закінчив 4-класну школу; працював в колгоспі. Проходив строкову службу в РА з 1937 по 1940 рік. Учасник окупації західноукраїнських земель та радянсько-фінської війни.
У боях нацистсько-радянської війни з квітня 1944 року; командир кулеметного відділення 2-ї кулеметної роти стрілецького батальйону 571-го стрілецького полку (317-та стрілецька дивізія, 18-та армія, 1-й Український фронт).
16 травня 1944 року рядовий Шпак під час атаки опорного пункту противника (11 км на рівденний захід від Коломиї придушив вогневу точку та влучним вогнем ліквідував понад 10 військовиків противника.
27 липня 1944 року молодший сержант Шпак в бою за опорний пункт у селі Ослави Чорні (сучасний Надвірнянський район Івано-Франківської області), підтримуючи вогнем атаку радянських рідрозділів, знищив до 15 піхотинців противника.
12 жовтня 1944 року в складі свого підрозділу біля населеного пункту Руський Потік (нині округ Снина Пряшівського краю, Словаччина), беручи участь у відбитті 6-ти контратак противника, ліквідував до 20 вояків противника.
У грудні 1945 року старшина Шпак демобілізований; повернувся в рідне село. Працював в колгоспі завідувачем складу мінеральних добрив.
Помер 12 квітня 1995 року.

## Нагороди
- орден Слави 3-го ступеню (2.6.1944)
- орден Слави 2-го ступеню (29.9.1944)
- орден Слави 1-го ступеню (24.3.1945)
- орден Вітчизняної війни 1-го ступеню (1985)
- медалі.